# ماریلین کورسون
ماریلین کورسون (انگلیسی: Marilyn Corson؛ زادهٔ ۶ ژوئن ۱۹۵۰) شناگر اهل کانادا بود.
وی در مسابقات کشوری و بین‌المللی در مجموع برندهٔ ۱ مدال نقره، ۴ مدال برنز شده‌است.